# ليلى بنت مسعود الدارمية
ليلى بنت مسعود الدارمية، هي زوجة علي بن أبي طالب، وأنجبت له عبد الله الأصغر وأبي بكر وعبيد الله، وبعد وفاته تزوجها عبد الله بن جعفر الطيار فأنجبت له أولاداً، حضرت ليلى واقعة الطف، وقد استشهد أبناؤها أبو بكر وعبد الله الأصغر في نصرة الحسين بن علي.

## النسب
- هي: ليلى بنت مسعود بن خالد بن ثابت بن ربعي بن سلمى بن جندل بن نهشل بن دارم بن مالك بن حنظلة بن مالك بن زيد مناة بن تميم.[1]
- أمها: عميرة بنت قيس بن عاصم بن سنان بن خالد بن منقر سيد أهل الوبر بن عبيد بن الحارث وهو مقاعس.[3][4]
- زواجها وأبناؤها: تزوجت من علي بن أبي طالب وأنجبت له عبد الله الأصغر وأبي بكر وعبيد الله، وبعد وفاته تزوجها عبد الله بن جعفر الطيار، فأنجبت له: صالح وموسى وهارون ويحيى وأم أبيها وأم محمد.[5][6][7]

## ولادتها
ولدت ليلى قبل عام 22 هـ في مدينة البصرة.

## زواجها وأبناؤها
تزوجت من علي بن أبي طالب بعد أن جاء إلى البصرة في ربيع الأول سنة 35 هـ وقد أقام علي اثنين وسبعين يوماً ثم رجع إلى الكوفة، كما في بعض الروايات، إلا أن البعض أعتبر أن زواجهما في الكوفة نحو 36/7/12 هـ، وروى العوام بن حوشب عن أبي صادق قال: «تزوج علي عليه السلام ليلى بنت مسعود النهشلية، فضربت له في داره حجلة، فجاء فهتكها وقال: حسب أهل علي ما هم فيه.»، وروي أيضاً أن: «لما تزوج علي (رضي الله عنه) النهشلية بالبصرة، قعد على سريره وأقعد الحسن عن يمينه، والحسين عن شماله، وأجلس محمد ابن الحنفية بالحضيض، فخاف أن يجد من ذلك فقال: يا بني أنت ابني وهذان ابنا رسول الله»، وقد أنجبت لعلي:
1. عبد الله الأصغر بن علي : ذكره بعض المؤرخين، وقال الكرباسي بأنه ولد سنة 37 هـ في الكوفة ، وذكرت بعض المصادر وكذلك الكرباسي بأنه قد قتل في واقعة الطف في نصرة الحسين بن علي.[19][20]
2. أبو بكر بن علي: ولد سنة 38 هـ في الكوفة، قيل اسمه عبد الله،[21] وقيل عبيد الله،[1] وقيل محمد،[22][23] وقيل لا يعرف له اسم.[24] استشهد أبو بكر عام 61 هـ في واقعة الطف.[25][26]
3. عبيد الله بن علي: ولد سنة 39 هـ في الكوفة، وقيل بل ولد سنة 37 هـ في الكوفة أيضاً،[27] حضر عبيد الله في واقعة الطف لاكنه لم يقتل وقد أسر،[28] قتل عبيد الله في المزار سنة 67 هـ.[29]

ثم تزوجها عبد الله بن جعفر الطيار عام 41 هـ في المدينة المنورة في شهر شعبان أو صفر، فأنجبت له:
1. صالح بن عبد الله: قال ابن سعد: لا بقية له،[33] وقال الكرباسي بأنه ولد نحو سنة 42 هـ.[34]
2. موسى بن عبد الله: قال ابن سعد: لا بقية له،[33] وقال الكرباسي بأنه ولد نحو سنة 43 هـ.[34]
3. هارون بن عبد الله: قال ابن سعد: لا بقية له،[33] وقال الكرباسي بأنه ولد نحو سنة 44 هـ.[34]
4. يحيى بن عبد الله: قال ابن سعد: لا بقية له،[33] وقال الكرباسي بأنه ولد نحو سنة 45 هـ.[34]
5. جعفر بن عبد الله: ذكره ابن سعد في الطبقات الكبير.[33]
6. أم أبيها بنت عبد الله: ذكر الكرباسي بانها ولدت نحو سنة 46 هـ.[34]
7. أم محمد بنت عبد الله: قال ابن عساكر: «أم محمد بنت عبد الله بن جعفر بن أبي طالب ابن عبد المطلب بن هاشم بن عبد مناف كانت زوج يزيد بن معاوية».[35]

## دفاعها عن الحسن
وكانت ممَنْ برزنَ للإحتجاج على المضايقات، التي تعرض لها الإمام الحسن بعد صلحه مع معاوية، وصرحت كثيراً بأنه أحق بالخلافة بعد أبيه علي.

## حضورها كربلاء
ذكر المازندراني وغيره أن حضرت ليلى واقعة الطف هي وأبناؤها عبد الله الأصغر وأبو بكر وعبيد الله، استشهد عبد الله الأصغر وأبو بكر في نصرة أخيهما الحسين بن علي، وقد قاتل أبنها عبيد الله بن علي لاكنه لم يقتل، وكانت صابرة لقتل أبنيها ولم تجزع وتميزت بصبرها الكبير، وكانت تواسي أهل البيت لماصائبهم حتى وفاتها، لكن فوزي محمد آل سيف لم يقبل ذلك ويقول: «وقد ذكر - أي المازندراني - أن من زوجات علي اللاتي كن في كربلاء، ليلى بنت مسعود الدارمية النهشلية، ولا يمكن قبول ذلك، فإنها قد تزوجت بعد أمير المؤمنين عليه السلام بعبد الله بن جعفر الطيار، وبهذا صرح أكثر أهل الرواية والأثر، وجمع بينها وبين زينب بنت أمير المؤمنين عليه السلام، وليس من الطبيعي أن تترك زوجها عبد الله بن جعفر لتذهب في سفر مع الحسين خصوصا أن زوجته الأخرى زينب بنت أمير المؤمنين عليه السلام قد ذهبت في ذلك السفر.».
حسب الرواية القائلة بحضورها كربلاء، أُخذت ليلى هي وأبناؤها عبيد الله أسيرة ضمن السبايا بعد واقعة الطف، ومن ثم رجعت للمدينة المنورة في ركب علي السجاد،

## وفاتها والمدفن
أقامت ليلى في المدينة وتوفيت فيها، وذكرت بعض المصادر أنها توفيت ما بعد عام 61 هـ في المدينة المنورة ودفنت في مقبرة البقيع.